# Primera División de México 1988-89
La temporada 1988-89 fue la edición XLVIII del campeonato de liga de la Primera División en la denominada "época profesional" del fútbol mexicano. Comenzó el 15 de octubre de 1988 y finalizó el 16 de julio de 1989. El campeón defensor América refrendo su cetro después de concluir en el sexto lugar de la clasificación general y liderar su grupo en la última liguilla grupal de la historia, lo que le permitió disputar por segunda ocasión una final de liga ante el séptimo de la tabla Cruz Azul (tras su derrota en duelo único en la temporada 1971-72). Dos intensos juegos en el Estadio Azteca definieron con global de 5-4 el campeonato en favor de América (3-2 en la ida y 2-2 en la vuelta). La mencionada liguilla grupal se disputó en dos grupos de 4, con los líderes y sublíderes de sector en la fase regular; al final los líderes de dichos sectores jugarían la serie definitiva.
La serie final estuvo marcada por un polémico error de Pablo Larios en los primeros instantes del encuentro inaugural, que significó la anotación de Luis Roberto Alves. Por su parte, Patricio Hernández, nombrado el mejor jugador de la temporada, encaminó al empate a cuatro en el marcador global en el juego de vuelta. Finalmente, Carlos Hermosillo marcaba el tanto definitivo sobre el final del partido, del cual Cruz Azul no pudo reponerse. El América conseguía el octavo título de su historia, no obstante, le tomaría trece años para volver a conquistar nuevamente el campeonato.
Para esta edición, ascendió como campeón de la Segunda División el Club de Fútbol Cobras, que técnicamente no reemplazó a ningún equipo, al no tener efecto el descenso del torneo anterior de Correcaminos (que había comprado al Neza). Al mismo tiempo, debutó en el máximo circuito el Santos Laguna, al comprar su sitio en la división de honor adquiriendo la franquicia de Ángeles de Puebla. Al final de la campaña descendió, luego de 15 años en el máximo circuito, Atlético Potosino.

## Sistema de competencia
Los veinte participantes fueron divididos en cuatro grupos de cinco equipos cada uno; todos disputan la fase regular bajo un sistema de liga, es decir, todos contra todos a visita recíproca; con un criterio de puntuación que otorga dos unidades por victoria, una por empate y cero por derrota. Los criterios de desempate para definir todas las posiciones serían la diferencia de goles entre tantos anotados y los recibidos, después se consideraría el gol average o promedio de goles y finalmente la cantidad de goles anotados.
Clasifican a la disputa de la fase final por el título, el primer y segundo lugar de cada grupo (sin importar su ubicación en la tabla general). Los ocho equipos clasificados son ubicados dos grupos de cuatro equipos cada uno, se enfrentan en duelos a visita recíproca contra los integrantes de su sector, clasificando a la final los líderes de cada grupo. Los criterios de desempate para las fase grupal de la liguilla fueron los mismos que los de la fase regular.
La definición de serie final tomaría como criterio el "Gol de visitante", es decir el equipo que en la serie ida y vuelta anotara más goles en calidad de visitante. Se procedía a tiempo extra y tiros penales en caso de tener la misma cantidad de goles en ambos partidos; los goles en tiempo extra no eran válidos para el criterio de gol de visitante, en virtud de la justicia deportiva que debía imperar, ya que en una serie a visita recíproca, solo los juegos de vuelta tienen tiempos extras. 
En la definición del descenso el club con menos puntos descendería automáticamente a segunda división y considerando los criterios de desempate de la fase regular.

## Equipos por Entidad Federativa

### Ascensos y descensos
| Pos | Ascendido de la Segunda División 1987-88 |
| --- | ---------------------------------------- |
| 3º  | Cobras de Ciudad Juárez                  |

| Pos | Descendido en la Primera División 1987-88 |
| --- | ----------------------------------------- |
| 20° | Correcaminos de la UAT                    |

### Cambios de franquicia
| Pos | Nuevas Franquicias     |
| --- | ---------------------- |
| -   | Correcaminos de la UAT |
| -   | Santos Laguna          |

| Pos | Franquicias vendidas |
| --- | -------------------- |
| 12° | Deportivo Neza       |
| 18° | Ángeles de Puebla    |

En la temporada 1988-1989 jugaron 20 equipos que se distribuían de la siguiente manera:
| Monterrey UANL Tampico Madero UAT Potosino Morelia UdeG Atlas Guadalajara UAG Irapuato Necaxa Puebla Toluca América Cruz Azul Atlante UNAM Santos Cobras | \| Entidad Federativa \| N.º \| Equipos \| \| ------------------ \| --- \| ------------------------------------------ \| \| Distrito Federal \| 5 \| América, Atlante, Cruz Azul, Necaxa y UNAM \| \| Jalisco \| 4 \| Atlas, Guadalajara, UAG y UdeG \| \| Nuevo León \| 2 \| Monterrey y UANL \| \| Tamaulipas \| 2 \| Tampico Madero y UAT \| \| Estado de México \| 1 \| Toluca \| \| Puebla \| 1 \| Puebla \| \| Guanajuato \| 1 \| Irapuato \| \| San Luis Potosí \| 1 \| Potosino \| \| Michoacán \| 1 \| Morelia \| \| Coahuila \| 1 \| Santos Laguna \| \| Chihuahua \| 1 \| Cobras \| |                                            |
| Entidad Federativa | N.º | Equipos                                    |
| Distrito Federal | 5 | América, Atlante, Cruz Azul, Necaxa y UNAM |
| Jalisco | 4 | Atlas, Guadalajara, UAG y UdeG             |
| Nuevo León | 2 | Monterrey y UANL                           |
| Tamaulipas | 2 | Tampico Madero y UAT                       |
| Estado de México | 1 | Toluca                                     |
| Puebla | 1 | Puebla                                     |
| Guanajuato | 1 | Irapuato                                   |
| San Luis Potosí | 1 | Potosino                                   |
| Michoacán | 1 | Morelia                                    |
| Coahuila | 1 | Santos Laguna                              |
| Chihuahua | 1 | Cobras                                     |

### Información sobre los equipos participantes
| Equipo         | Sede                             | Estadio                       |
| -------------- | -------------------------------- | ----------------------------- |
| América        | Ciudad de México                 | Azteca                        |
| Atlante        | Ciudad de México                 | Azulgrana                     |
| Atlas          | Guadalajara, Jalisco             | Jalisco                       |
| Morelia        | Morelia, Michoacán               | Venustiano Carranza / Morelos |
| Potosino       | San Luis Potosí, San Luis Potosí | Plan de San Luis              |
| Cobras         | Ciudad Juárez, Chihuahua         | Olímpico Benito Juárez        |
| Cruz Azul      | Ciudad de México                 | Azteca                        |
| Guadalajara    | Guadalajara, Jalisco             | Jalisco                       |
| Irapuato       | Irapuato, Guanajuato             | Irapuato                      |
| Monterrey      | Monterrey, Nuevo León            | Tecnológico                   |
| Necaxa         | Ciudad de México                 | Azteca                        |
| Puebla         | Puebla, Puebla                   | Cuauhtémoc                    |
| Santos Laguna  | Torreón, Coahuila                | Corona                        |
| Tampico Madero | Tampico, Tamaulipas              | Tamaulipas                    |
| Tecos          | Zapopan, Jalisco                 | Tres de Marzo                 |
| Tigres         | Monterrey, Nuevo León            | Universitario                 |
| Toluca         | Toluca, México                   | Toluca 70-86                  |
| Correcaminos   | Ciudad Victoria, Tamaulipas      | Marte R. Gómez                |
| Leones Negros  | Guadalajara, Jalisco             | Jalisco                       |
| UNAM           | Ciudad de México                 | Olímpico Universitario        |

## Torneo regular
Los 20 equipos fueron divididos en 4 grupos de 5 miembros cada uno. Jugaron todos contra todos a visita recíproca; al final de las 38 jornadas de fase regular, los 2 primeros lugares de cada grupo clasificaron a una liguilla grupal. En ella los equipos fueron reubicados en dos sectores de 4 miembros, distribuidos de forma cruzada luego de enumerarlos del 1 al 8, es decir, en el grupo A estarían los conjuntos 1, 4, 5 y 8, y en el B las escuadras 2, 3, 6 y 7. El descenso por su parte, se definió de la manera tradicional, el último lugar de la tabla general descendería a la Segunda División.

### Grupos

#### Grupo 1
| Pos. | Equipo      | Pts. | PJ | G  | E  | P  | GF | GC | Dif. | Clasificación               |
| ---- | ----------- | ---- | -- | -- | -- | -- | -- | -- | ---- | --------------------------- |
| 1    | América (C) | 43   | 38 | 17 | 9  | 12 | 58 | 39 | +19  | Cuadrangular de la liguilla |
| 2    | Cruz Azul   | 43   | 38 | 16 | 11 | 11 | 68 | 59 | +9   | Cuadrangular de la liguilla |
| 3    | Toluca      | 32   | 38 | 11 | 10 | 17 | 58 | 67 | −9   |                             |
| 4    | Irapuato    | 32   | 38 | 9  | 14 | 15 | 43 | 57 | −14  |                             |
| 5    | Monterrey   | 29   | 38 | 7  | 15 | 16 | 44 | 66 | −22  |                             |

 Fuente: RSSSF

#### Grupos 2
| Pos. | Equipo        | Pts. | PJ | G  | E  | P  | GF | GC | Dif. | Clasificación               |
| ---- | ------------- | ---- | -- | -- | -- | -- | -- | -- | ---- | --------------------------- |
| 1    | Puebla        | 53   | 38 | 20 | 13 | 5  | 73 | 31 | +42  | Cuadrangular de la liguilla |
| 2    | Atlante       | 49   | 38 | 20 | 9  | 9  | 59 | 41 | +18  | Cuadrangular de la liguilla |
| 3    | Leones Negros | 41   | 38 | 15 | 11 | 12 | 48 | 51 | −3   |                             |
| 4    | Tigres        | 35   | 38 | 12 | 11 | 15 | 38 | 60 | −22  |                             |
| 5    | Santos Laguna | 29   | 38 | 7  | 15 | 16 | 31 | 58 | −27  |                             |

 Fuente: RSSSF

#### Grupo 3
| Pos. | Equipo         | Pts. | PJ | G  | E  | P  | GF | GC | Dif. | Clasificación               |
| ---- | -------------- | ---- | -- | -- | -- | -- | -- | -- | ---- | --------------------------- |
| 1    | Tampico Madero | 47   | 38 | 20 | 7  | 11 | 87 | 56 | +31  | Cuadrangular de la liguilla |
| 2    | Guadalajara    | 47   | 38 | 19 | 9  | 10 | 66 | 43 | +23  | Cuadrangular de la liguilla |
| 3    | Necaxa         | 45   | 38 | 17 | 11 | 10 | 57 | 38 | +19  |                             |
| 4    | Morelia        | 41   | 38 | 12 | 17 | 9  | 60 | 53 | +7   |                             |
| 5    | Potosino (D)   | 20   | 38 | 5  | 10 | 23 | 31 | 68 | −37  | Descenso de categoría       |

 Fuente: RSSSF

#### Grupo 4
| Pos. | Equipo       | Pts. | PJ | G  | E  | P  | GF | GC | Dif. | Clasificación               |
| ---- | ------------ | ---- | -- | -- | -- | -- | -- | -- | ---- | --------------------------- |
| 1    | UNAM         | 41   | 38 | 13 | 15 | 10 | 42 | 30 | +12  | Cuadrangular de la liguilla |
| 2    | Tecos        | 38   | 38 | 13 | 12 | 13 | 51 | 51 | 0    | Cuadrangular de la liguilla |
| 3    | Cobras       | 35   | 38 | 8  | 19 | 11 | 44 | 56 | −12  |                             |
| 4    | Correcaminos | 34   | 38 | 11 | 12 | 15 | 46 | 58 | −12  |                             |
| 5    | Atlas        | 26   | 38 | 9  | 8  | 21 | 47 | 73 | −26  |                             |

 Fuente: RSSSF

### Tabla general
| Pos. | Equipo         | Pts. | PJ | G  | E  | P  | GF | GC | Dif. | Clasificación               |
| ---- | -------------- | ---- | -- | -- | -- | -- | -- | -- | ---- | --------------------------- |
| 1    | Puebla         | 53   | 38 | 20 | 13 | 5  | 73 | 31 | +42  | Cuadrangular de la liguilla |
| 2    | Atlante        | 49   | 38 | 20 | 9  | 9  | 59 | 41 | +18  | Cuadrangular de la liguilla |
| 3    | Tampico Madero | 47   | 38 | 20 | 7  | 11 | 87 | 56 | +31  | Cuadrangular de la liguilla |
| 4    | Guadalajara    | 47   | 38 | 19 | 9  | 10 | 66 | 43 | +23  | Cuadrangular de la liguilla |
| 5    | Necaxa         | 45   | 38 | 17 | 11 | 10 | 57 | 38 | +19  |                             |
| 6    | América (C)    | 43   | 38 | 17 | 9  | 12 | 58 | 39 | +19  | Cuadrangular de la liguilla |
| 7    | Cruz Azul      | 43   | 38 | 16 | 11 | 11 | 68 | 59 | +9   | Cuadrangular de la liguilla |
| 8    | UNAM           | 41   | 38 | 13 | 15 | 10 | 42 | 30 | +12  | Cuadrangular de la liguilla |
| 9    | Morelia        | 41   | 38 | 12 | 17 | 9  | 60 | 53 | +7   |                             |
| 10   | Leones Negros  | 41   | 38 | 15 | 11 | 12 | 48 | 51 | −3   |                             |
| 11   | Tecos          | 38   | 38 | 13 | 12 | 13 | 51 | 51 | 0    | Cuadrangular de la liguilla |
| 12   | Cobras         | 35   | 38 | 8  | 19 | 11 | 44 | 56 | −12  |                             |
| 13   | Tigres         | 35   | 38 | 12 | 11 | 15 | 38 | 60 | −22  |                             |
| 14   | Correcaminos   | 34   | 38 | 11 | 12 | 15 | 46 | 58 | −12  |                             |
| 15   | Toluca         | 32   | 38 | 11 | 10 | 17 | 58 | 67 | −9   |                             |
| 16   | Irapuato       | 32   | 38 | 9  | 14 | 15 | 43 | 57 | −14  |                             |
| 17   | Monterrey      | 29   | 38 | 7  | 15 | 16 | 44 | 66 | −22  |                             |
| 18   | Santos Laguna  | 29   | 38 | 7  | 15 | 16 | 31 | 58 | −27  |                             |
| 19   | Atlas          | 26   | 38 | 9  | 8  | 21 | 47 | 73 | −26  |                             |
| 20   | Potosino (D)   | 20   | 38 | 5  | 10 | 23 | 31 | 68 | −37  | Descenso de categoría       |

 Fuente: RSSSF

## Resultados
| Local \ Visitante | AME | ATT | ATS | APO | CAZ | COB | GDL | IRA | MTY | MOR | NEC | PUE | SAN | TAM | TOL | UAG | UNL | UAT | UDG | UNM |
| ----------------- | --- | --- | --- | --- | --- | --- | --- | --- | --- | --- | --- | --- | --- | --- | --- | --- | --- | --- | --- | --- |
| América           | —   | 0–2 | 1–1 | 4–0 | 1–2 | 0–0 | 3–1 | 3–0 | 3–1 | 1–0 | 0–2 | 0–1 | 2–1 | 3–2 | 3–0 | 3–0 | 4–0 | 3–1 | 0–0 | 0–1 |
| Atlante           | 3–0 | —   | 2–0 | 1–0 | 2–2 | 3–1 | 1–1 | 3–1 | 3–2 | 4–3 | 2–0 | 0–2 | 4–2 | 0–0 | 1–0 | 1–0 | 3–0 | 2–1 | 2–1 | 1–0 |
| Atlas             | 1–5 | 0–2 | —   | 4–1 | 2–1 | 2–1 | 2–2 | 5–1 | 2–0 | 2–2 | 0–0 | 1–2 | 1–1 | 2–4 | 2–3 | 0–0 | 1–1 | 2–1 | 0–2 | 1–0 |
| Atlético Potosino | 1–2 | 1–1 | 1–2 | —   | 0–2 | 1–2 | 0–1 | 1–0 | 1–1 | 0–0 | 0–0 | 2–2 | 3–1 | 2–1 | 2–0 | 0–1 | 0–2 | 2–1 | 0–0 | 1–1 |
| Cruz Azul         | 1–3 | 0–3 | 5–0 | 2–1 | —   | 1–1 | 0–1 | 2–1 | 2–2 | 1–1 | 2–0 | 0–0 | 1–0 | 1–2 | 4–2 | 3–4 | 4–0 | 3–2 | 2–1 | 1–0 |
| Cobras            | 3–2 | 1–1 | 3–0 | 0–0 | 1–1 | —   | 1–1 | 1–1 | 2–2 | 0–0 | 2–1 | 0–0 | 2–2 | 3–5 | 1–1 | 0–0 | 4–1 | 3–0 | 2–1 | 1–3 |
| Guadalajara       | 2–2 | 2–1 | 3–0 | 1–0 | 3–1 | 3–0 | —   | 3–0 | 3–1 | 2–1 | 3–2 | 2–1 | 5–2 | 4–1 | 2–1 | 2–2 | 3–1 | 4–2 | 2–3 | 1–1 |
| Irapuato          | 1–1 | 2–0 | 1–0 | 3–0 | 2–2 | 4–0 | 1–1 | —   | 2–0 | 1–1 | 0–0 | 1–0 | 3–2 | 1–2 | 1–3 | 1–4 | 0–2 | 1–1 | 4–2 | 1–0 |
| Monterrey         | 1–1 | 1–2 | 2–1 | 1–1 | 1–4 | 0–0 | 1–1 | 0–0 | —   | 2–2 | 0–1 | 0–2 | 1–0 | 3–1 | 0–2 | 3–2 | 1–0 | 0–1 | 1–1 | 0–3 |
| Morelia           | 2–1 | 1–0 | 3–2 | 4–0 | 3–3 | 4–0 | 3–2 | 1–1 | 1–1 | —   | 2–1 | 2–1 | 0–0 | 1–0 | 3–3 | 4–2 | 4–2 | 1–1 | 1–2 | 1–0 |
| Necaxa            | 0–0 | 3–1 | 6–0 | 4–3 | 4–1 | 1–1 | 1–0 | 2–0 | 2–2 | 1–1 | —   | 1–0 | 2–0 | 3–0 | 0–0 | 1–0 | 3–0 | 3–1 | 1–2 | 0–2 |
| Puebla            | 3–1 | 1–1 | 3–1 | 4–0 | 1–1 | 3–0 | 2–0 | 2–0 | 3–0 | 4–1 | 2–2 | —   | 6–0 | 1–1 | 3–0 | 4–1 | 3–1 | 2–2 | 2–1 | 1–1 |
| Santos Laguna     | 1–2 | 1–0 | 0–0 | 3–1 | 1–1 | 0–0 | 1–0 | 0–0 | 2–0 | 1–1 | 0–0 | 1–4 | —   | 0–0 | 2–1 | 1–1 | 2–1 | 1–0 | 0–1 | 0–0 |
| Tampico Madero    | 2–0 | 3–1 | 2–1 | 4–0 | 5–0 | 3–2 | 0–1 | 2–0 | 4–2 | 3–0 | 2–1 | 5–1 | 4–1 | —   | 7–2 | 1–3 | 3–0 | 5–5 | 5–1 | 1–1 |
| Toluca            | 0–2 | 1–1 | 2–1 | 5–3 | 2–3 | 1–1 | 1–0 | 3–3 | 3–3 | 1–0 | 2–3 | 0–1 | 2–0 | 4–2 | —   | 1–2 | 4–1 | 4–1 | 0–0 | 0–1 |
| Tecos             | 1–0 | 3–0 | 3–0 | 1–0 | 1–4 | 0–0 | 1–1 | 2–2 | 1–3 | 2–2 | 2–3 | 0–0 | 2–0 | 0–2 | 1–1 | —   | 1–1 | 3–0 | 2–1 | 0–1 |
| Tigres            | 0–0 | 2–2 | 1–0 | 2–1 | 3–2 | 3–2 | 1–0 | 0–0 | 1–3 | 2–1 | 1–2 | 0–0 | 1–1 | 1–0 | 2–0 | 1–1 | —   | 1–0 | 1–0 | 0–3 |
| Correcaminos      | 0–0 | 2–1 | 2–0 | 1–0 | 1–0 | 1–1 | 1–0 | 1–1 | 3–0 | 3–2 | 3–1 | 1–1 | 0–0 | 2–2 | 2–1 | 0–1 | 1–1 | —   | 0–1 | 2–0 |
| Leones Negros     | 1–0 | 0–1 | 2–8 | 4–2 | 1–1 | 1–2 | 1–0 | 2–0 | 2–2 | 1–1 | 1–0 | 0–4 | 3–0 | 0–0 | 2–1 | 3–1 | 0–0 | 2–2 | —   | 1–0 |
| UNAM              | 1–2 | 1–1 | 2–0 | 0–0 | 1–2 | 3–0 | 0–3 | 3–2 | 1–1 | 0–0 | 0–0 | 1–1 | 1–1 | 3–1 | 1–1 | 1–0 | 1–1 | 3–0 | 1–1 | —   |

## Goleo individual
|     | Jugador            | Club           | Goles |
| --- | ------------------ | -------------- | ----- |
| 1.  | Sergio Lira        | Tampico Madero | 29    |
| 2.  | Jorge Aravena      | Puebla         | 28    |
| 3.  | Patricio Hernández | Cruz Azul      | 27    |
| 4.  | Carlos Hermosillo  | América        | 24    |
| 5.  | Ricardo Peláez     | Necaxa         | 22    |
| 6.  | Carlos Poblete     | Puebla         | 21    |
| 7.  | Juan Ángel Bustos  | Morelia        | 18    |
| 8.  | Ricardo Ferretti   | Toluca         | 15    |
| 9.  | Washington Olivera | Toluca         | 15    |
| 10. | Bahía              | Monterrey      | 15    |

     Campeón de Goleo.

## Liguilla

#### Grupo A
| Pos. | Equipo      | Pts. | PJ | G | E | P | GF | GC | Dif. | Clasificación |
| ---- | ----------- | ---- | -- | - | - | - | -- | -- | ---- | ------------- |
| 1    | América     | 8    | 6  | 3 | 2 | 1 | 12 | 6  | +6   | Final         |
| 2    | Guadalajara | 8    | 6  | 4 | 0 | 2 | 9  | 4  | +5   |               |
| 3    | Puebla      | 5    | 6  | 1 | 3 | 2 | 7  | 10 | −3   |               |
| 4    | Tecos       | 3    | 6  | 1 | 1 | 4 | 4  | 12 | −8   |               |

 Fuente: RSSSF

#### Resultados
| Local       | Marcador | Visitante   | Estadio       | Fecha       |
| ----------- | -------- | ----------- | ------------- | ----------- |
| Tecos       | 2 - 2    | Puebla      | Tres de Marzo | 21 de junio |
| América     | 2 - 1    | Guadalajara | Azteca        | 22 de junio |
| Puebla      | 2 - 1    | Tecos       | Cuauhtémoc    | 25 de junio |
| Guadalajara | 2 - 1    | América     | Jalisco       | 25 de junio |
| Tecos       | 1 - 0    | Guadalajara | Tres de Marzo | 28 de junio |
| América     | 2 - 2    | Puebla      | Azteca        | 29 de junio |
| Puebla      | 1 - 1    | América     | Cuauhtémoc    | 2 de julio  |
| Guadalajara | 2 - 0    | Tecos       | Jalisco       | 2 de julio  |
| Tecos       | 0 - 2    | América     | Tres de Marzo | 5 de julio  |
| Guadalajara | 1 - 0    | Puebla      | Jalisco       | 6 de julio  |
| Puebla      | 0 - 3    | Guadalajara | Cuauhtémoc    | 9 de julio  |
| América     | 4 - 0    | Tecos       | Azteca        | 9 de julio  |

#### Grupo B
| Pos. | Equipo         | Pts. | PJ | G | E | P | GF | GC | Dif. | Clasificación |
| ---- | -------------- | ---- | -- | - | - | - | -- | -- | ---- | ------------- |
| 1    | Cruz Azul      | 8    | 6  | 4 | 0 | 2 | 10 | 9  | +1   | Final         |
| 2    | Tampico Madero | 7    | 6  | 3 | 1 | 2 | 9  | 9  | 0    |               |
| 3    | UNAM           | 6    | 6  | 2 | 2 | 2 | 12 | 7  | +5   |               |
| 4    | Atlante        | 3    | 6  | 0 | 3 | 3 | 8  | 14 | −6   |               |

 Fuente: RSSSF

#### Resultados
| Local          | Marcador | Visitante      | Estadio                | Fecha       |
| -------------- | -------- | -------------- | ---------------------- | ----------- |
| UNAM           | 2 - 2    | Atlante        | Olímpico Universitario | 21 de junio |
| Cruz Azul      | 2 - 1    | Tampico Madero | Azteca                 | 21 de junio |
| Atlante        | 1 - 1    | UNAM           | Azulgrana              | 24 de junio |
| Tampico Madero | 1 - 0    | Cruz Azul      | Tamaulipas             | 24 de junio |
| UNAM           | 5 - 1    | Tampico Madero | Morelos                | 28 de junio |
| Cruz Azul      | 3 - 1    | Atlante        | Azteca                 | 28 de junio |
| Tampico Madero | 1 - 0    | UNAM           | Tamaulipas             | 1 de julio  |
| Atlante        | 2 - 3    | Cruz Azul      | Azulgrana              | 2 de julio  |
| Tampico Madero | 3 - 0    | Atlante        | Tamaulipas             | 5 de julio  |
| UNAM           | 0 - 1    | Cruz Azul      | Azulgrana              | 5 de julio  |
| Cruz Azul      | 1 - 4    | UNAM           | Azteca                 | 8 de julio  |
| Atlante        | 2 - 2    | Tampico Madero | Azulgrana              | 8 de julio  |

## Final

### Ida
| 1     | POR   | Pablo Larios        |     |
| 20    | DEF   | Arturo Álvarez      |     |
| 3     | DEF   | Ricardo Mojica      |     |
| 4     | DEF   | Edgardo Fuentes     |     |
| 5     | DEF   | Héctor Esparza      |     |
| 17    | MED   | Pedro Duana         |     |
| 7     | MED   | Armando Romero      |     |
| 8     | MED   | Patricio Hernández  |     |
| 9     | MED   | Porfirio Jiménez    |     |
| 18    | DEL   | Eugenio Constantino | 45' |
| 28    | DEL   | Narciso Cuevas      |     |
| D. T. | D. T. | Mario Velarde       |     |

| 1     | POR   | Adrián Chávez         |     |
| 2     | DEF   | Juan Hernández        |     |
| 3     | DEF   | Guillermo Huerta      |     |
| 4     | DEF   | Alfredo Tena          |     |
| 5     | DEF   | Cesilio de los Santos |     |
| 9     | MED   | Adrián Camacho        | 45' |
| 11    | MED   | Cristóbal Ortega      |     |
| 13    | MED   | Antônio Carlos Santos |     |
| 7     | MED   | Gonzalo Farfán        |     |
| 27    | DEL   | Carlos Hermosillo     |     |
| 17    | DEL   | Luis Roberto Alves    | 74' |
| D. T. | D. T. | Jorge Vieira          |     |

| 6 | Centrocampista | Raúl Arias | 45' |

| 14 | Centrocampista | Alex Domínguez        | 45' |
| 10 | Delantero      | Carlos Alberto Seixas | 74' |

| 45' · 47' | Porfirio Jiménez Narciso Cuevas | 1:2 2:2 |

| 2' · 31' · 58' (pen.) | Luis Roberto Alves Carlos Hermosillo Antônio Carlos Santos | 0:1 0:2 2:3 |

| 68' · 86' | Edgardo Fuentes Pedro Duana |

| Principal | Edgardo Codesal |

| 1     | POR   | Pablo Larios        |     |
| 20    | DEF   | Arturo Álvarez      |     |
| 3     | DEF   | Ricardo Mojica      |     |
| 4     | DEF   | Edgardo Fuentes     |     |
| 5     | DEF   | Héctor Esparza      |     |
| 17    | MED   | Pedro Duana         |     |
| 7     | MED   | Armando Romero      |     |
| 8     | MED   | Patricio Hernández  |     |
| 9     | MED   | Porfirio Jiménez    |     |
| 18    | DEL   | Eugenio Constantino | 45' |
| 28    | DEL   | Narciso Cuevas      |     |
| D. T. | D. T. | Mario Velarde       |     |

| 1     | POR   | Adrián Chávez         |     |
| 2     | DEF   | Juan Hernández        |     |
| 3     | DEF   | Guillermo Huerta      |     |
| 4     | DEF   | Alfredo Tena          |     |
| 5     | DEF   | Cesilio de los Santos |     |
| 9     | MED   | Adrián Camacho        | 45' |
| 11    | MED   | Cristóbal Ortega      |     |
| 13    | MED   | Antônio Carlos Santos |     |
| 7     | MED   | Gonzalo Farfán        |     |
| 27    | DEL   | Carlos Hermosillo     |     |
| 17    | DEL   | Luis Roberto Alves    | 74' |
| D. T. | D. T. | Jorge Vieira          |     |

| 6 | Centrocampista | Raúl Arias | 45' |

| 14 | Centrocampista | Alex Domínguez        | 45' |
| 10 | Delantero      | Carlos Alberto Seixas | 74' |

| 45' · 47' | Porfirio Jiménez Narciso Cuevas | 1:2 2:2 |

| 2' · 31' · 58' (pen.) | Luis Roberto Alves Carlos Hermosillo Antônio Carlos Santos | 0:1 0:2 2:3 |

| 68' · 86' | Edgardo Fuentes Pedro Duana |

| Principal | Edgardo Codesal |

| 1     | POR   | Pablo Larios        |     |
| 20    | DEF   | Arturo Álvarez      |     |
| 3     | DEF   | Ricardo Mojica      |     |
| 4     | DEF   | Edgardo Fuentes     |     |
| 5     | DEF   | Héctor Esparza      |     |
| 17    | MED   | Pedro Duana         |     |
| 7     | MED   | Armando Romero      |     |
| 8     | MED   | Patricio Hernández  |     |
| 9     | MED   | Porfirio Jiménez    |     |
| 18    | DEL   | Eugenio Constantino | 45' |
| 28    | DEL   | Narciso Cuevas      |     |
| D. T. | D. T. | Mario Velarde       |     |

| 1     | POR   | Adrián Chávez         |     |
| 2     | DEF   | Juan Hernández        |     |
| 3     | DEF   | Guillermo Huerta      |     |
| 4     | DEF   | Alfredo Tena          |     |
| 5     | DEF   | Cesilio de los Santos |     |
| 9     | MED   | Adrián Camacho        | 45' |
| 11    | MED   | Cristóbal Ortega      |     |
| 13    | MED   | Antônio Carlos Santos |     |
| 7     | MED   | Gonzalo Farfán        |     |
| 27    | DEL   | Carlos Hermosillo     |     |
| 17    | DEL   | Luis Roberto Alves    | 74' |
| D. T. | D. T. | Jorge Vieira          |     |

| 6 | Centrocampista | Raúl Arias | 45' |

| 14 | Centrocampista | Alex Domínguez        | 45' |
| 10 | Delantero      | Carlos Alberto Seixas | 74' |

| 45' · 47' | Porfirio Jiménez Narciso Cuevas | 1:2 2:2 |

| 2' · 31' · 58' (pen.) | Luis Roberto Alves Carlos Hermosillo Antônio Carlos Santos | 0:1 0:2 2:3 |

| 68' · 86' | Edgardo Fuentes Pedro Duana |

| Principal | Edgardo Codesal |

| 1     | POR   | Pablo Larios        |     |
| 20    | DEF   | Arturo Álvarez      |     |
| 3     | DEF   | Ricardo Mojica      |     |
| 4     | DEF   | Edgardo Fuentes     |     |
| 5     | DEF   | Héctor Esparza      |     |
| 17    | MED   | Pedro Duana         |     |
| 7     | MED   | Armando Romero      |     |
| 8     | MED   | Patricio Hernández  |     |
| 9     | MED   | Porfirio Jiménez    |     |
| 18    | DEL   | Eugenio Constantino | 45' |
| 28    | DEL   | Narciso Cuevas      |     |
| D. T. | D. T. | Mario Velarde       |     |

| 1     | POR   | Adrián Chávez         |     |
| 2     | DEF   | Juan Hernández        |     |
| 3     | DEF   | Guillermo Huerta      |     |
| 4     | DEF   | Alfredo Tena          |     |
| 5     | DEF   | Cesilio de los Santos |     |
| 9     | MED   | Adrián Camacho        | 45' |
| 11    | MED   | Cristóbal Ortega      |     |
| 13    | MED   | Antônio Carlos Santos |     |
| 7     | MED   | Gonzalo Farfán        |     |
| 27    | DEL   | Carlos Hermosillo     |     |
| 17    | DEL   | Luis Roberto Alves    | 74' |
| D. T. | D. T. | Jorge Vieira          |     |

| 6 | Centrocampista | Raúl Arias | 45' |

| 14 | Centrocampista | Alex Domínguez        | 45' |
| 10 | Delantero      | Carlos Alberto Seixas | 74' |

| 45' · 47' | Porfirio Jiménez Narciso Cuevas | 1:2 2:2 |

| 2' · 31' · 58' (pen.) | Luis Roberto Alves Carlos Hermosillo Antônio Carlos Santos | 0:1 0:2 2:3 |

| 68' · 86' | Edgardo Fuentes Pedro Duana |

| Principal | Edgardo Codesal |

### Vuelta
| 1     | POR   | Adrián Chávez         |     |
| 2     | DEF   | Juan Hernández        |     |
| 3     | DEF   | Guillermo Huerta      |     |
| 4     | DEF   | Alfredo Tena          | 21' |
| 5     | DEF   | Cesilio de los Santos |     |
| 11    | MED   | Cristóbal Ortega      |     |
| 14    | MED   | Alex Domínguez        |     |
| 7     | MED   | Gonzalo Farfán        |     |
| 13    | MED   | Antônio Carlos Santos |     |
| 27    | DEL   | Carlos Hermosillo     |     |
| 17    | DEL   | Luis Roberto Alves    | 70' |
| D. T. | D. T. | Jorge Vieira          |     |

| 1     | POR   | Pablo Larios       |     |
| 20    | DEF   | Arturo Álvarez     | 65' |
| 3     | DEF   | Ricardo Mojica     |     |
| 4     | DEF   | Edgardo Fuentes    | 80' |
| 5     | DEF   | Héctor Esparza     |     |
| 6     | MED   | Raúl Arias         |     |
| 7     | MED   | Armando Romero     |     |
| 8     | MED   | Patricio Hernández |     |
| 9     | MED   | Porfirio Jiménez   |     |
| 17    | DEL   | Pedro Duana        |     |
| 28    | DEL   | Narciso Cuevas     |     |
| D. T. | D. T. | Mario Velarde      |     |

| 22 | Centrocampista | Eduardo Córdoba       | 21' |
| 10 | Delantero      | Carlos Alberto Seixas | 70' |

| 26 | Defensa   | Jorge Guerra  | 65' |
| 10 | Delantero | Agustín Manzo | 80' |

| 6' · 77' | Juan Hernández Carlos Hermosillo | 1:0 2:2 |

| 21' · 28' | Patricio Hernández Ricardo Mojica | 1:1 1:2 |

| Amonestado · Amonestado | Juan Hernández Gonzalo Farfán |

| Amonestado · Amonestado | Patricio Hernández Arturo Álvarez |

| Principal | Antonio Garza y Ochoa |

| 1     | POR   | Adrián Chávez         |     |
| 2     | DEF   | Juan Hernández        |     |
| 3     | DEF   | Guillermo Huerta      |     |
| 4     | DEF   | Alfredo Tena          | 21' |
| 5     | DEF   | Cesilio de los Santos |     |
| 11    | MED   | Cristóbal Ortega      |     |
| 14    | MED   | Alex Domínguez        |     |
| 7     | MED   | Gonzalo Farfán        |     |
| 13    | MED   | Antônio Carlos Santos |     |
| 27    | DEL   | Carlos Hermosillo     |     |
| 17    | DEL   | Luis Roberto Alves    | 70' |
| D. T. | D. T. | Jorge Vieira          |     |

| 1     | POR   | Pablo Larios       |     |
| 20    | DEF   | Arturo Álvarez     | 65' |
| 3     | DEF   | Ricardo Mojica     |     |
| 4     | DEF   | Edgardo Fuentes    | 80' |
| 5     | DEF   | Héctor Esparza     |     |
| 6     | MED   | Raúl Arias         |     |
| 7     | MED   | Armando Romero     |     |
| 8     | MED   | Patricio Hernández |     |
| 9     | MED   | Porfirio Jiménez   |     |
| 17    | DEL   | Pedro Duana        |     |
| 28    | DEL   | Narciso Cuevas     |     |
| D. T. | D. T. | Mario Velarde      |     |

| 22 | Centrocampista | Eduardo Córdoba       | 21' |
| 10 | Delantero      | Carlos Alberto Seixas | 70' |

| 26 | Defensa   | Jorge Guerra  | 65' |
| 10 | Delantero | Agustín Manzo | 80' |

| 6' · 77' | Juan Hernández Carlos Hermosillo | 1:0 2:2 |

| 21' · 28' | Patricio Hernández Ricardo Mojica | 1:1 1:2 |

| Amonestado · Amonestado | Juan Hernández Gonzalo Farfán |

| Amonestado · Amonestado | Patricio Hernández Arturo Álvarez |

| Principal | Antonio Garza y Ochoa |

| 1     | POR   | Adrián Chávez         |     |
| 2     | DEF   | Juan Hernández        |     |
| 3     | DEF   | Guillermo Huerta      |     |
| 4     | DEF   | Alfredo Tena          | 21' |
| 5     | DEF   | Cesilio de los Santos |     |
| 11    | MED   | Cristóbal Ortega      |     |
| 14    | MED   | Alex Domínguez        |     |
| 7     | MED   | Gonzalo Farfán        |     |
| 13    | MED   | Antônio Carlos Santos |     |
| 27    | DEL   | Carlos Hermosillo     |     |
| 17    | DEL   | Luis Roberto Alves    | 70' |
| D. T. | D. T. | Jorge Vieira          |     |

| 1     | POR   | Pablo Larios       |     |
| 20    | DEF   | Arturo Álvarez     | 65' |
| 3     | DEF   | Ricardo Mojica     |     |
| 4     | DEF   | Edgardo Fuentes    | 80' |
| 5     | DEF   | Héctor Esparza     |     |
| 6     | MED   | Raúl Arias         |     |
| 7     | MED   | Armando Romero     |     |
| 8     | MED   | Patricio Hernández |     |
| 9     | MED   | Porfirio Jiménez   |     |
| 17    | DEL   | Pedro Duana        |     |
| 28    | DEL   | Narciso Cuevas     |     |
| D. T. | D. T. | Mario Velarde      |     |

| 22 | Centrocampista | Eduardo Córdoba       | 21' |
| 10 | Delantero      | Carlos Alberto Seixas | 70' |

| 26 | Defensa   | Jorge Guerra  | 65' |
| 10 | Delantero | Agustín Manzo | 80' |

| 6' · 77' | Juan Hernández Carlos Hermosillo | 1:0 2:2 |

| 21' · 28' | Patricio Hernández Ricardo Mojica | 1:1 1:2 |

| Amonestado · Amonestado | Juan Hernández Gonzalo Farfán |

| Amonestado · Amonestado | Patricio Hernández Arturo Álvarez |

| Principal | Antonio Garza y Ochoa |

| 1     | POR   | Adrián Chávez         |     |
| 2     | DEF   | Juan Hernández        |     |
| 3     | DEF   | Guillermo Huerta      |     |
| 4     | DEF   | Alfredo Tena          | 21' |
| 5     | DEF   | Cesilio de los Santos |     |
| 11    | MED   | Cristóbal Ortega      |     |
| 14    | MED   | Alex Domínguez        |     |
| 7     | MED   | Gonzalo Farfán        |     |
| 13    | MED   | Antônio Carlos Santos |     |
| 27    | DEL   | Carlos Hermosillo     |     |
| 17    | DEL   | Luis Roberto Alves    | 70' |
| D. T. | D. T. | Jorge Vieira          |     |

| 1     | POR   | Pablo Larios       |     |
| 20    | DEF   | Arturo Álvarez     | 65' |
| 3     | DEF   | Ricardo Mojica     |     |
| 4     | DEF   | Edgardo Fuentes    | 80' |
| 5     | DEF   | Héctor Esparza     |     |
| 6     | MED   | Raúl Arias         |     |
| 7     | MED   | Armando Romero     |     |
| 8     | MED   | Patricio Hernández |     |
| 9     | MED   | Porfirio Jiménez   |     |
| 17    | DEL   | Pedro Duana        |     |
| 28    | DEL   | Narciso Cuevas     |     |
| D. T. | D. T. | Mario Velarde      |     |

| 22 | Centrocampista | Eduardo Córdoba       | 21' |
| 10 | Delantero      | Carlos Alberto Seixas | 70' |

| 26 | Defensa   | Jorge Guerra  | 65' |
| 10 | Delantero | Agustín Manzo | 80' |

| 6' · 77' | Juan Hernández Carlos Hermosillo | 1:0 2:2 |

| 21' · 28' | Patricio Hernández Ricardo Mojica | 1:1 1:2 |

| Amonestado · Amonestado | Juan Hernández Gonzalo Farfán |

| Amonestado · Amonestado | Patricio Hernández Arturo Álvarez |

| Principal | Antonio Garza y Ochoa |

| Campeón Primera División 1988-89 |
| -------------------------------- |
|                                  |
| América                          |
| 8.vo título                      |